# Villegats (Eure)
Villegats es una localidad y comuna francesa situada en la región de Alta Normandía, departamento de Eure, en el distrito de Évreux y cantón de Pacy-sur-Eure.

## Geografía
Su posición sobre las colinas de Eure marca el límite entre Normandía e Isla de Francia. Se encuentra en el este del departamento, muy cerca del límite con Yvelines.
La carretera nacional 13, que pasa a un par de kilómetros al norte de la población, la comunica con Évreux, mientras que el acceso 15 a la autopista A13 está a 5 km al noreste (en Chaufort-les-Bonières).

## Demografía
| 280 | 287 | 265 | 290 | 268 | 270 | 262 | 247 | 270 | 282 | 251 | 236 | 260 | 229 | 237 | 238 | 187 | 210 | 222 | 222 | 193 | 209 | 191 | 191 | 163 | 174 | 182 | 151 | 167 | 135 | 261 | 297 | 319 |
| Para los censos de 1962 a 1999 la población legal corresponde a la población sin duplicidades (Fuente: INSEE [Consultar]) |     |     |     |     |     |     |     |     |     |     |     |     |     |     |     |     |     |     |     |     |     |     |     |     |     |     |     |     |     |     |     |     |

Gráfico de evolución demográfica de la comuna desde 1793 hasta 2006

## Administración
Además de pertenecer a la Communauté d'agglomération des Portes de l'Eure, la comuna forma parte de los siguientes sindicatos municipales, para recibir determinados servicios para sus habitantes:
- Syndicat de voirie du canton de Pacy sur Eure
- Syndicat de l'électricité et du gaz de l'Eure (SIEGE)
- S.I.V.O.S de Chaignes, Hécourt, Villegats, Aigleville

## Lugares y monumentos
- La iglesia parroquial fue restaurada en 2007. La iglesia y los dominios fueron dados a principios del siglo XI a la abadía de Saint-Evroult que fue confirmada de sus bienes en 1050 por Guillermo I de Inglaterra y los conserva hasta la Revolución.[3]

- La casa consistorial es del tipo mairie-ecole. La antigua aula se emplea actualmente como pequeña sala de actos.